# PHP-Nuke
PHP-Nuke is een opensource-contentmanagementsysteem gemaakt door Francisco Burzi.
Men kan het zowel gebruiken voor een website op het internet als voor een lokale website op een intranet. Om PHP-Nuke te gebruiken heeft men een webserver nodig, waarop de scripttaal PHP en de relationele databasesoftware MySQL staan geïnstalleerd. Er moest een tijdlang betaald worden voor PHP-Nuke om de ontwikkeling van het programma te ondersteunen. Versies voor deze maatregel waren gratis. Bij PHP-Nuke zitten zeer veel talen bijgeleverd zodat het overal en door iedereen te gebruiken is. In PHP-Nuke zit nu de forumsoftware BB2Nuke geïntegreerd.
Sinds 8.2 is PHP-Nuke weer gratis en open source. Men heeft een tijd lang (vanwege financiële problemen) een bijdrage gevraagd voor PHP-Nuke, maar dat was geen succes. Sinds versie 7.7 bevat PHP-Nuke een wysiwyg-editor voor alle informatievelden.
PHP-Nuke versie 8.2.4 en mogelijk oudere versies waren gevoelig voor XSS-aanvallen.